# Les Champions
Ne doit pas être confondu avec Le Champion ou Les Champions (groupe).
Les Champions (The Champions) est une série télévisée britannique en 30 épisodes de 50 minutes, créée par Monty Berman et Dennis Spooner et diffusée entre le 25 septembre 1968 et le 30 avril 1969 sur le réseau ITV.
En France, la série est diffusée à partir du 17 juillet 1971 sur la deuxième chaîne de l'ORTF puis sur RTL TV dès 1991 et rediffusée en 1992 sur M6.

## Synopsis
Les agents Craig Stirling, Sharron Macready et Richard Barrett travaillent pour une organisation des Nations unies chargée de l'application des lois appelée « Nemesis », basée à Genève. Barrett est un briseur de code, Stirling un pilote et Macready une scientifique et médecin récemment veuve.
Lors de leur première mission en équipe, leur avion s'écrase dans l'Himalaya. Ils sont secourus par une civilisation avancée vivant secrètement dans les montagnes du Tibet et qui leur sauvent la vie, leur octroyant des capacités améliorées, y compris des pouvoirs extrasensoriels pour communiquer entre eux à distance (télépathie) et pour prévoir les événements (précognition), versions améliorées de leurs cinq sens ordinaires et des capacités intellectuelles et physiques atteignant la plus grande étendue des capacités humaines.
Les épisodes présentent des méchants inhabituels, tels que des régimes fascistes de pays d'Amérique du Sud non spécifiés, des nazis (un thème commun à la télévision de l'ITC des années 1960 et 1970, en partie parce que les écrivains et le public national ont été de la génération de la guerre) ou encore les Chinois. Les plans des méchants menacent souvent la paix mondiale, ainsi le mandat de l'agence Nemesis est international, de sorte que les agents font face à des menaces transcendant les intérêts nationaux. Les personnages principaux doivent apprendre à utiliser leurs nouveaux pouvoirs au fur et à mesure, en gardant ce qu'ils découvrent secret de l'ami et de l'ennemi. Chaque épisode commence par un plan rapproché d'une carte, montrant la région dans laquelle l'histoire doit se dérouler, suivi d'un teaser parfois précédé de séquences d'archives; cela est suivi de la séquence du titre. Immédiatement après, il y a une vignette post-titre, dans laquelle chacun des champions démontrent des capacités mentales ou physiques exceptionnelles, étonnant ou humiliant souvent les autres. Par exemple, Craig Stirling participe à un concours de tir pointu. Dans un autre, la voiture de Sharon Macready est bloquée, deux ivrognes qui passent en riant essaient de la soulever mais elle fait le tour de l'autre côté et la sort d'une main de l'espace de stationnement. Paradoxalement, la narration de ces manifestations souvent publiques mentionne généralement la nécessité de garder les pouvoirs secrets.
Le seul autre habitué de la série est le patron des trois agents, Tremayne. Il ignore que ses agents ont des capacités spéciales, bien qu'il pose des questions innocentes sur la façon dont ils ont réussi à exécuter certaines tâches sur lesquelles leurs rapports étaient vagues. Mais ils arrivent toujours à s'en sortir grâce à leur sens de l'humour et à une tirade, de sorte que l'origine de leurs pouvoirs ne soient jamais révélée.

## Distribution

### Acteurs principaux
- Stuart Damon (en) (VF : Daniel Gall) : Craig Stirling
- Alexandra Bastedo (VF : Claude Chantal) : Sharon MacReady
- William Gaunt (en) (VF : Claude d'Yd) : Richard Barrett
- Anthony Nicholls (en) (VF : Louis Arbessier) : Tremayne

### Invités
- Felix Aylmer (VF : Emile Duard) : le vieux moine
- Joseph Fürst (de) (VF : Gérard Férat) : Chislenkan
- Anthony Chinn (en) (VF : Albert Augier) : commandant chinois
- Peter Wyngarde  (VF : Jean Berger) : Dr John Hallam
- James Culliford (en)  (VF : Henri Djanik) : Sumner
- Basil Dignam  (VF : Jean-Henri Chambois) : Howard
- Steve Plytas (en)  (VF : Jean Daurand) : Boursin
- George Murcell (en)  (VF : Henri Djanik) : Nikko
- George Roubicek (en)  (VF : Jean-Pierre Duclos) : Semenkin
- David Bauer (en)  (VF : Pierre Leproux) : Dr Glind
- Allan Cuthbertson  (VF : Gérard Férat]) : Major Cranmore
- Russell Waters (en)  (VF : Jean Daurand) : Arthur
- Jack MacGowran  (VF : Jean Clarieux) : Banner B. Banner
- Grant Taylor  (VF : Raymond Loyer) : General Winters
- Patrick Wymark  (VF : Jean-Henri Chambois) : Gomez
- Dallas Cavell  (VF : Albert Augier) : Petra
- George Pastell (en)  (VF : Albert Augier) : Santos
- Clifford Evans (en) (VF : Raymond Loyer) : Colonel Reitz
- John Tate  (VF : Henri Djanik) : Schmeltz
- Frederick Schiller (en)  (VF : Emile Duard) : Mine Attendant
- Guy Rolfe  (VF : Jacques Berthier) : Walter Pelham
- Michael Standing (en)  (VF : Pierre Trabaud) : Edwards
- Toke Townley (en)  (VF : Jean Daurand) : Vendeur de cacahuètes
- John Lee  (VF : Jacques Deschamps) : Médecin

## Épisodes
1. Le Départ (The Begining)
2. L'Homme invisible (The Invisible Man)
3. Boîte postale 666 (Reply Box No. 666)
4. L'Expérience (The Experiment)
5. Tout peut arriver (Happening)
6. Opération Antarctique (Operation Deep Freeze)
7. Les Survivants (The Survivors)
8. L'Appât (To Trap a Rat)
9. L'Homme de fer (The Iron Man)
10. L'Avion fantôme (The Ghost Plane)
11. L'Île noire (The Dark Island)
12. Les Fanatiques (The Fanatics)
13. Douze heures à vivre (Twelve Hours)
14. Le Recherché (The Search)
15. La Cage dorée (The Gilded Cage)
16. L'Ombre de la panthère (Shadow of the Panther)
17. Le Poison (Case of Lemmings)
18. La Question (The Interrogation)
19. Le Nouveau Visage d'Émile Boder (The Mission)
20. L'Ennemi silencieux (The Silent Enemy)
21. Voleurs de cadavres (The Body Snatchers)
22. L'Évasion (Get Me Out of Here)
23. Sorcellerie (The Night People)
24. Plan zéro (Project Zero)
25. La Traversée du désert (Desert Journey)
26. L'Espion (Full Circle)
27. Qui est le traître ? (The Nutcracker)
28. La Bombe (The Final Countdown)
29. Trafic d'armes (The Gunrunners)
30. Nemesis (Autokill)

## Commentaires
Cette série, qui connut un très vif succès en Grande-Bretagne à la fin des années 1960, a expérimenté un certain nombre d'effets (caméra subjective, effets de zoom, ralentis…) qui seront repris dans les séries américaines L'Homme qui valait trois milliards et Super Jaimie, quelques années plus tard [réf. nécessaire].
À partir de l'épisode 2, après le générique de chaque épisode, une séquence montre les champions utilisant leurs pouvoirs devant d'autres personnes, avec un narrateur expliquant l'origine de leurs pouvoirs et leur rôle dans l'agence international Némésis.
Le siège de Némésis est censé se trouver à Genève d'où le zoom arrière récurrent sur le fameux jet d'eau et la rade de Genève. De fait, le « siège » de l'organisation est une vue en contre-plongée de la façade de l'édifice municipal londonien Barnet House (en), une tour de onze étages en verre et en béton où sont logés différents services de la ville et du gouvernement. Parmi eux, la Régie du logement entre autres. La tour est située au 1255 High Road, Whetstone, à Londres.

## Adaptation au cinéma
The Champions, une adaptation sur grand écran, était prévue pour 2013 et devait être réalisée par Guillermo del Toro. Elle n'a jamais vu le jour.

## DVD
- France :

L'intégrale des épisodes est sortie en France.
- Les Champions (Coffret cartonné digipack de 8 DVD-9) sortis aux éditions TF1 Vidéo et distribués par Paramount Home Entertainment France sorti le 3 avril 2003. Le ratio écran est en 1.33:1 plein écran 4:3 en audio Français et Anglais Mono 2.0. Les sous-titres en français sont disponibles. Les copies ont été remastérisées. En suppléments : anecdotes avec la présentation des épisodes; "making of" présenté et commenté par Alain Carrazé illustré par des photos de tournage; merchandising; bandes annonces de la série; fiches personnages; bandes annonces d'autres séries. Il s'agit d'une édition Zone 2 Pal.